# Lorenzo Almarza Mallaina
Lorenzo Mallaina Almarza (Ezcaray, 1887 - Saragosse, 1975) est un militaire, homme d'affaires, alpiniste et photographe espagnol.

## Biographie
Lorenzo Mallaina Almarza fut fondateur et président de la Société royale de photographie de Saragosse de 1932 à 1967.